# David Gregor Corner
David Gregor Corner (Hirschberg (tegenwoordig Jelenia Góra), 1585 – Göttweig, 9 januari 1648) was een Duits benedictijner abt, kerklieddichter en theoloog.

## Biografie
In Praag werd Corner doctor in de filosofie en studeerde in Graz theologie. In Retz werd hij in 1614 dominee en publiceerde een liedbundel. In Wenen behaalde hij de doctorstitel in de theologie en verhuisde naar Mautern an der Donau. In 1628 begon hij als novice in de abdij van Göttweig. In 1631 publiceerde  Corner de tweede oplage van zijn liedbundel. Het behoort tot de uitgebreidste liedbundels van de 16e en 17e eeuw. In 1636 werd David Corner abt van Göttweig en in 1638 rector magnificus van de Universiteit van Wenen.

## Publicaties
- O Heiland, reiß die Himmel auf (Str. 7)
- Groß Catholisch Gesangbuch, darinnen in die vier hundert andächtige alte vnd newe Gesäng vnd Ruff in eine gute vnd richtige Ordnung zusamb gebracht, so theils zu Hauß, theils zu Kirchen, auch bey Prozessionen vnd Kirchenfesten mit grossem Nutz können gesungen werden
- Horologium Christianae Pietatis per selectissimas orandi formulas ex optimis sacris antiquisque authoribus instructum opera R.D. Davidis Gergorii Cornery Silesii, Circa Annum M. DC. X.